# Hilara castanipes
Hilara castanipes är en tvåvingeart som beskrevs av Friedrich Hermann Loew 1858. Hilara castanipes ingår i släktet Hilara och familjen dansflugor. Inga underarter finns listade i Catalogue of Life.